# Agrégation
Agrégation (eigentlich „die Aufnahme in die Herde“) ist im Schulsystem in Frankreich eine Zulassungsprüfung für die oberen Posten in Schulen der Sekundarstufe. Daneben gibt es sie im Hochschulbereich in bestimmten Fällen als Habilitation.

## Frankreich

### Schule
Ursprünglich eingerichtet wurde die Agrégation mit dem Ziel, die so ausgewählten Lehrer – agrégés genannt – auf Lycéeniveau (das Lycée entspricht der deutschen gymnasialen Oberstufe) sowie in den an Lycées angesiedelten classes préparatoires einzusetzen. In der Praxis unterrichten agrégés aber auch im collège (6. bis 9. Klasse im deutschen Schulsystem).
Die Agrégation ist keine Studienabschlussprüfung (wie es die Licence oder die Maîtrise bisher waren und wie es die neuen universitären Abschlussprüfungen Licence und Master sind). Vielmehr ist sie ein jährlich veranstalteter Concours, d. h. eine Zugangsprüfung, über die eine jeweils begrenzte und je nach Bedarf in den einzelnen Schulfächern wechselnde Zahl beamteter Sekundarstufenlehrer (Collège und Lycée) ausgewählt werden.
Die Meldung zur Agrégation setzte bis 2010 mindestens eine Maîtrise (also vier Jahre Studium), seitdem einen fünfjährigen Master in dem betreffenden Fach voraus. Die meisten der sich Meldenden haben sogar schon das CAPES erworben, das heißt sind beamtete Lehrer der zweithöchsten Kategorie. Die Misserfolgsquote bei der Agrégation ist hoch (80–90 %), weil die Zahl der Aspiranten die Zahl der jeweils ausgeschriebenen freien Stellen in der Regel erheblich übersteigt. Viele Aspiranten versuchen es denn auch mehrere Male hintereinander.
Das Prüfungsverfahren besteht aus einem schriftlichen Teil mit z. T. siebenstündigen Klausuren und einem mündlichen Teil, zu dem nur diejenigen zugelassen werden, die den schriftlichen Teil bestanden haben (admissible). Die Kandidaten werden nach ihren Ergebnissen in eine Rangliste eingereiht. Wer zweimal den schriftlichen Teil der Agrégation besteht, ohne die mündliche Prüfung zu bestehen, gilt als bi-admissible. Für diejenigen, die schon das CAPES haben, bedeutet dies, dass sie in der Gehaltsklasse etwas aufsteigen.
Die Agrégé(e)s stellen die oberste Kategorie der Gymnasiallehrerschaft dar. Ihr Berufsfeld ist in der Regel das Lycée, das heißt die Oberstufe, viele von ihnen lehren aber auch in den sehr anspruchsvollen Classes préparatoires ‚Vorbereitungsklassen‘ für die sogenannten Grandes écoles, in den unteren Studienzyklen der Universitäten oder auf der anderen Seite in manchen Fällen auch in den Collèges.
An den Prüfungsverfahren zur Agrégation können Bewerber teilnehmen, die in einem EU-Mitgliedstaat oder einem Land des EWR einen Abschluss erworben haben, der ein mindestens vierjähriges Hochschulstudium voraussetzt.
Das erfolgreiche Überstehen des Ausleseverfahrens berechtigt zur Aufnahme in einen einjährigen Studiengang an einem Institut national supérieur du professorat et de l'éducation (INSPE), bis 2019 Ecole Supérieure du Professorat et de l'Education (ESPE) genannt, bis 2013 Institut Universitaire de Formation des Maîtres (IUFM) vor Aufnahme der Lehrtätigkeit. Es wird der Titel Professeur agrégé vergeben.
Die Agrégation muss jedoch erst i. d. R. durch eine Lehrtätigkeit von einem Jahr bis zu zwei Jahren an Schulen oder Universitäten (auch eventuell begleitend zur Promotion) validiert werden, ansonsten verfällt sie.
Lehrer mit Agrégation müssen weniger Stunden unterrichten, 15 statt 18 Wochenstunden, und erhalten ein höheres Gehalt mit 2334 € statt 2172 € beim Einstieg und 4555 € statt 3264 € als Maximum (Stand 2022).
Die Agrégation kann in folgenden Fächern absolviert werden: Philosophie, Klassische und moderne Literatur, Geschichte, Geographie, Wirtschafts- und Sozialwissenschaften, Deutsch, Englisch, Arabisch, Hebräisch, Chinesisch, Spanisch, Italienisch, Niederländisch, Portugiesisch, Russisch, Mathematik, Physik (Option Chemie, Physik und Elektrotechnik, physikalisch-chemische Verfahren), Bio- und Geowissenschaften, Biochemie, Mechanik, Bauingenieurwesen, Elektrotechnik, Wirtschaft und Management, Musikerziehung und Chor, Bildende Kunst (Option plastische Künste, angewandte Künste) sowie Sport.

### Universität
Eine weitere Form der Agrégation besteht in den Hochschulen. In den Fächern wie Jura und den Wirtschaftswissenschaften kann man nach vollendeter Doktorarbeit eine Agrégation de science politique bestehen, durch die der Agrégé zum Professor werden kann, ohne vorher eine Habilitation schreiben zu müssen. Es ist die agrégation de l'université.

## Belgien
Im französischsprachigen Teil Belgiens wird an Pädagogischen Hochschulen der Grad Agrégé(e) de l’Enseignement Secondaire Inférieur (AESI) als ein dem Graduat oder Bachelor äquivalenter Abschluss für Lehrer der Mittelstufe nach einem dreijährigen Studium verliehen, an französischsprachigen Universitäten der Grad Agrégé(e) de l’Enseignement Secondaire Supérieur (AESS) für Lehrer der Oberstufe im Anschluss an einen Masterstudiengang.
Der Titel Agrégé(e) de l’Enseignement Supérieur (AES) ist im französischsprachigen Teil Belgiens der höchste universitäre Abschluss, der deutschen Habilitation vergleichbar.